# فرنسيسيلة
الفرنسيسيلة (بالإنجليزية: Francisella)‏ هو جنس من البكتيريا سلبية الغرام المسببة للأمراض. إنها كائنات صغيرة على شكل قضبان أو عصويات مكورة، غير متحركة، وهي أيضا طفيليات داخل الخلاية تتطفل على الخلايا البلعمية.  مستعمرات الفرنسيسيلة هي شبيهة من حيث الشكل بتلك التي تشكلها بكتيريا البروسيلا. 
سميت بكتيريا الفرنسيسيلة بهذا الاسم تكريما لعالم الأحياء الدقيقة الأمريكي إدوارد فرانسيس، الذي أقر لأول مرة في سنة 1922 بأن بكتريا الفرنسيسيلة التولارية (التي كانت تدعى
آنذاك باسم الجرثومة التولارية) هي العامل المسبب داء التولاريمية. 

## الإمراض
تتسبب أنواع الفرنسيسيلة التولارية في نشوء مايعرف باسم داء التولاريمية أو أيضا حمى الأرانب.  في المقابل ترتبط أنواع أخرى مثل الفرنسيسيلة القتولية والفرنسيسيلة الفيلوميراجية (المعروفة سابقا باسم اليرسينية الفيلوميراجية) بحالات تعفن الدم والالتهابات الغازية للجسم.

## التصنيف
يظل تصنيف هذا الجنس في بعض الحالات غير مؤكد إلى حد ما، لا سيما في حالة الفرنسيسيلة القتولية (قد تكون واحدة نويعا من الفرنسيسيلة التولارية). بشكل عام، يتم تحديد الأنواع باستخدام التنميط الكيميائي الحيوي أو عن طريق تسلسل الرنا الريبوسومي 16S. في الآونة الأخيرة تم نشر نسخة حديثة من التصنيف، مستقاة من علم الوراثة على أساس تسلسل الجينوم الكامل، حيث تبين أن جنس الفرنسيسيلة يمكن تقسيمه إلى قسمين رئيسيين؛ واحد يشمل الفرنسيسيلة القتولية، والفرنسيسيلة التولارية، والفرنسيسيلة الاسبانية، وآخر يشمل الفرنسيسيلة الفيلوميراجية، والفرنسيسيلة النواتونينسية. 

## الخصائص المختبرية
يمكن أن تعيش أنواع الفرنسيسيلة لعدة أسابيع في البيئة الطبيعية. في المقابل وللمفارقة، يمكن أن يكون من الصعب زراعتها والحفاظ عليها في ظروف المختبر.  تتميز هذه البكتيريا بكونها بطيئة النمو (حتى مع إضافة مزيد من مكملات ثنائي أكسيد الكربون) وأيضا مرهفة، حيث يتطلب استزراع معظم سلالات الفرنسيسيلة توفير وسط غني بمكملات السيستين وسيستئين لضمان نموها وازدهارها. لقد كان النمو ناجحا في العديد من أنواع أوساط الاستنبات، بما في ذلك الأغار الشيكولاني وأغار ثاير-مارتن مع إضافات مناسبة. محاولة استزراعها على وسط الأغار الماكونكي ليست بتلك النتيجة التي يمكن الاعتماد عليها أو ناجحة بشكل عام. 
بعد 24 ساعة من الاستزراع في وسط صلب مناسب، تكون مستعمرات الفرنسيسيلة صغيرة (بقطر يتراوح بين 1 إلى 2 مم)، معتمة، بلون رمادي مائل إلى البياض أو مائل إلى الزرقة. تبدو المستعمرات مصقولة، ذات حواف نظيفة، وبعد 48 ساعة من النمو، تميل إلى أن يكون لها سطح لامع.